# Telamonia peckhami
Telamonia peckhami là một loài nhện trong họ Salticidae.
Loài này thuộc chi Telamonia. Telamonia peckhami được Tord Tamerlan Teodor Thorell miêu tả năm 1891.